# Balkanika
I Balkanika (in serbo Балканика?) sono un gruppo musicale serbo fondato da Sanja Ilić nel 1998.
Il gruppo ha preso parte all'ottava edizione della Beovizija con il brano Nova deca, in collaborazione con il fondatore del gruppo, Sanja Ilić. Avendo vinto il processo di selezione nazionale, hanno ottenuto il diritto di rappresentare la Serbia all'Eurovision Song Contest 2018 di Lisbona, Portogallo, dove hanno guadagnato 113 punti per un 19º posto nella finale del concorso canoro.

## Formazione
- Aleksandar Radulović, percussionista
- Branimir Marković, chitarrista
- Nevena Stamenković, cantante
- Ljubomir Dimitrijević, flautista
- Danica Krstić, cantante
- Marija Bjelanović, cantante
- Milan Jejina, percussionista
- Mladen Lukić, cantante
- Nebojša Nedeljković, chitarrista
- Nemanja Kojić, cantante

## Discografia

### Album in studio
- 1999 – Balkan 2000
- 2006 – Balkan Koncept
- 2009 – Ceeepaj

### Singoli
- 2018 – Nova deca